# Koi suru tenshi Angelique
Koi suru Tenshi Angelique (恋する天使アンジェリーク ? "Amato angelo Angelique") è uno spin-off della serie di videogiochi Angelique ed è composto da due serie televisive anime: Koi suru Tenshi Angelique ~ Kokoro no Mezameru Toki ~ (恋する天使アンジェリーク 〜心のめざめる時〜? "Amato angelo Angelique ~Quando i cuori si svegliano~") ed il suo sequel Koi suru Tenshi Angelique ~ Kagayaki no Ashita ~ (恋する天使アンジェリーク 〜かがやきの明日〜? "Amato angelo Angelique ~Splendente domani~). Entrambe le serie sono state dirette Susumu Kudo e realizzate dallo studio Satelight.

## Personaggi e doppiatori
| Personaggio       | Doppiatore         |
| ----------------- | ------------------ |
| Ange              | Youko Honna        |
| Clavis            | Hideyuki Tanaka    |
| Marcel            | Hiro Yūki          |
| Arios             | Ken Narita         |
| Oscar             | Kenyuu Horiuchi    |
| Rosalia           | Kotono Mitsuishi   |
| Zephel            | Mitsuo Iwata       |
| Lumiale           | Nobuo Tobita       |
| Randy             | Nobutoshi Canna    |
| Julious           | Shō Hayami         |
| Olivie            | Takehito Koyasu    |
| Luva              | Toshihiko Seki     |
| Ernst             | Toshiyuki Morikawa |
| Regina di Seijuu  | Yoko Asada         |
| Mel               | Yumi Tōma          |
| Regina di Kandori | Yuri Shiratori     |
| Timka             | Atsushi Kisaichi   |
| Heuye             | Daisuke Namikawa   |
| Victor            | Fumihiko Tachiki   |
| Charlie           | Mitsuaki Madono    |
| Leonard           | Rikiya Koyama      |
| Sei-Lan           | Tetsuya Iwanaga    |
| Francis           | Tomokazu Sugita    |
| Rachel            | Miki Nagasawa      |

## Episodi

### Koi suru Tenshi Angelique ~ Kokoro no Mezameru Toki ~
| Nº | Giapponese 「Kanji」 - Rōmaji              | In onda           | In onda |
| Nº | Giapponese 「Kanji」 - Rōmaji              | Giapponese        |         |
| 1  | 「伝説のエトワール」 - Densetsu no Etowaru | 8 luglio 2006     |         |
| 2  | 「初めての聖地で」 - Hajimete no Seichi De | 15 luglio 2006    |         |
| 3  | 「聖なるサクリア」 - Seinaru Sakuria       | 22 luglio 2006    |         |
| 4  | 「ちいさな芽」 - Chiisana Megu             | 29 luglio 2006    |         |
| 5  | 「闇の追憶」 - Yami no Tsuioku             | 5 agosto 2006     |         |
| 6  | 「聖地の休日」 - Seichi no Kyujitsu        | 12 agosto 2006    |         |
| 7  | 「命の泉」 - Inochi no Izumi               | 19 agosto 2006    |         |
| 8  | 「大いなる奇跡」 - Ooi naru Kiseki         | 26 agosto 2006    |         |
| 9  | 「氷の扉」 - Koori no Tobira               | 2 settembre 2006  |         |
| 10 | 「揺れる想い」 - Yureru Omoi               | 9 settembre 2006  |         |
| 11 | 「ふたつの愛」 - Futatsu no Ai             | 16 settembre 2006 |         |
| 12 | 「さすらいのなかで」 - Sasurai no Naka de  | 23 settembre 2006 |         |
| 13 | 「対決の時」 - Taiketsu no Toki            | 30 settembre 2006 |         |

### Koi suru Tenshi Angelique ~ Kagayaki no Ashita ~
| Nº | Giapponese 「Kanji」 - Rōmaji             | In onda          | In onda |
| Nº | Giapponese 「Kanji」 - Rōmaji             | Giapponese       |         |
| 1  | 「新たな使命」 - Arata na Shimei          | 5 gennaio 2007   |         |
| 2  | 「風の少年」 - Kaze no Shōnen             | 12 gennaio 2007  |         |
| 3  | 「光なき星」 - Hikari Naki Hoshi          | 19 gennaio 2007  |         |
| 4  | 「朧月の街」 - Rōgetsu no Machi           | 26 gennaio 2007  |         |
| 5  | 「再会」 - Saikai                         | 2 febbraio 2007  |         |
| 6  | 「宇宙を護る絆」 - Uchū wo Mamoru Kizuna  | 9 febbraio 2007  |         |
| 7  | 「運命はめぐる」 - Unmei wa Meguru        | 16 febbraio 2007 |         |
| 8  | 「恋と使命と」 - Koi to Shimei to         | 23 febbraio 2007 |         |
| 9  | 「若き王」 - Wakaki Ou                    | 2 marzo 2007     |         |
| 10 | 「九人目の守護聖」 - Kyūjinme no Shugosei | 9 marzo 2007     |         |
| 11 | 「最後の試練」 - Saigo no Shiren          | 16 marzo 2007    |         |
| 12 | 「輝ける明日へ」 - Kagayakeru Ashita e    | 23 marzo 2007    |         |

## Colonna sonora
Sigle di apertura
- Infinite Love cantata da GRANRODEO
- Doukoku no Ame cantata da GRANRODEO

Sigle di chiusura
- Dearest You cantata da 2HEARTS
- Yakusoku no Chi e cantata da 2HEARTS